# Movimiento No Euro
El Movimiento No Euro es un partido político italiano fundado en Turín el 28 de octubre de 2003 por un grupo de personas convencidas de que tras dos años de la introducción del Euro, la moneda única europea no había producido ningún efecto beneficioso para la economía ni para las familias italianas.
Su programa se basa en dos aspectos fundamentales: la necesidad de tener una moneda nacional y la salida de Italia de la zona euro. Sostienen, de hecho, que la moneda única es una moneda privada porque la emite el Banco Central Europeo, sobre el cual no tienen control los organismos comunitarios.

## Historia
El partido se presenta a las elecciones por primera vez en las europeas de 2004, con lista solamente en la circunscripción noroeste, obteniendo el 0,8% de los votos en dicha circunscripción. Mientras tanto, el partido trataba de consolidarse, celebrando su primer congreso nacional el 1 y el 2 de octubre de 2005, donde se elige a Renzo Rabellino como líder.
Con motivo de las elecciones generales de 2006 presenta su símbolo y se alían con la Casa de las Libertades, coalición electoral de centroderecha liderada por Silvio Berlusconi. En estas elecciones obtiene 58.757 votos (0,15%) para la Cámara de Diputados y 30.515 (0,09%) al Senado.